# Oras de Peligro
Oras de Peligro [sic] (tdl. ‘Hora de Peligro’) es una película de drama criminal filipina de 2023 dirigida por Joel Lamangan. La película fue escrita por Boni Ilagan y Eric Ramos y está protagonizada por Allen Dizon, Cherry Pie Picache, Mae Paner, Therese Malvar y Dave Bornea.
La película está ambientada en Filipinas durante los últimos días de la dictadura de Marcos, durante la Revolución EDSA que envió al dictador Ferdinand Marcos a huir al exilio en Hawái.

## Sinopsis
La película cuenta la historia de una familia que lucha contra dificultades económicas y tragedias, y la participación de los personajes en la campaña de desobediencia civil para protestar contra el fraude electoral durante las elecciones anticipadas de 1986.

## Lanzamiento
El 24 de febrero de 2023 se celebró un estreno por invitación en Cine Adarna de la Universidad de Filipinas. La proyección fue seguida por un foro abierto con el elenco y el equipo de la película y la poeta y sobreviviente de la ley marcial Mila D. Aguilar. La película se estrenó junto con Mártir o asesino.

## Elenco
- Allen Dizon como Dario Marianas
- Cherry Pie Picache como Beatriz
- Therese Malvar como Nerissa
- Dave Bornea como Jimmy
- Mae Paner como Doña Jessa
- Nanding Josef como Ka Elyong
- Apollo Abraham como el sargento Gallido
- Jim Pebanco como Cpl. Cardema
- Allan Paule como Bembol
- Joe Gruta
- Edru Abraham como Ka Lito[4]

## Recepción
Stephanie Mayo del Daily Tribune le dio una respuesta negativa a la película y escribió:

Desafortunadamente, la película de Joel Lamangan es un trabajo apresurado y lleno de ansias de educar al pueblo filipino con tal urgencia que olvida su calidad artística.